# Pásztor Bence
Pásztor Bence (1995. február 5. –) magyar ifjúsági világbajnok kalapácsvető.

## Sportpályafutása
2005-től edzője Zentai Tibor. A Veszprémi Egyetemi és Diák Atlétikai Club (VEDAC) fiatal versenyzője 2011-ben, a franciaországi Lille-ben zajló ifjúsági atlétikai világbajnokságon (július 8.) – hatalmas fölénnyel, 82,60 méteres dobással – nyerte meg a kalapácsvetést. Pár nappal később a törökországi Trabzonban új korosztályos világcsúccsal (84.41 m) szerzett aranyérmet az Európai Ifjúsági Olimpiai Fesztiválon (EYOF). 2012 júliusában, a spanyolországi Barcelonában zajló junior atlétikai világbajnokságon 76,74 méterrel a második helyen zárt. A 2015-ös U23-as Európa-bajnokságon bronzérmes lett. A 2015-ös atlétikai világbajnokságon nem jutott a döntőbe. A 2016-os atlétikai Európa-bajnokságon 17. volt
2016-ban az Alba Regia AK-ba igazolt. 2020-ban ismét visszatért a VEDAC-ba.

## Rekordjai
- 83,32 m (2011. június 11., Veszprém) ifjúsági világcsúcs
- 83,92 m (2011. június 11., Veszprém) ifjúsági világcsúcs
- 84,41 m (2011. július 28., Trabzon) ifjúsági világcsúcs

## Díjai, elismerései
- Az év magyar utánpótlás sportolója választás, második helyezett (2011)[10]
- Az év magyar ifjúsági atlétája (2012)
- Az év magyar junior atlétája (2014)[11]
- Az év magyar U23-as atlétája (2015)[12]